# 鈴弁殺し事件
鈴弁殺し事件（すずべんごろしじけん）は、1919年（大正8年）6月に新潟県で発覚した殺人事件。日本初のバラバラ殺人事件とされる。別名、山憲事件。「鈴弁」は被害者、「山憲」は犯人の通称。

## 発端
年齢は事件発覚当時
被害者・鈴弁こと鈴木弁蔵（65歳）は外米輸入商と高利貸しを兼ねており、米の買い占めで財をなしたが、さらなる利益を求めて農商務省外米管理部の技師である山憲こと山田憲（やまだ けん/あきら、1890年（明治23年）5月9日 - 1921年（大正10年）4月2日）に接触。山田は鈴木からリークされた情報を基に1918年（大正7年）の米騒動では巨額の利益を得る一方、山田が渡欧する際には次男を同行させてあらゆる利便を供与した。しかし山田はこれに飽き足らず、将来の立身出世の軍資金づくりを目論んで米穀投機に手を出して失敗、巨額の借金を抱えてしまっていた。
ちょうどこの時期、米騒動直前に公布された外米管理令によって、外米取扱い商の許可を受けなければ外米輸入ができないことになったため、鈴木は山田に対し、この許可が降りるよう便宜を取り計らうよう要請していた。山田はこれに乗じて援助を引き出すべく、後輩である渡邊惣蔵（27歳）を主管局長であると騙して鈴木に面会させ、リベートとして5万円（2023年現在の貨幣価値で約1億5000万円相当）を受け取ることに成功した。しかしまもなく、ニセ主管局長のからくりが露呈して鈴木は上記5万円の即時返還を迫ったものの、既に山田はこれを借金の穴埋めなどでほとんど使ってしまっていた。最初のうちは鈴木を無視する態度でいたが、業を煮やした鈴木が関係を暴露する旨を言い出すに至り、追い詰められて殺害を決意した。

## 殺害・遺棄
1919年（大正8年）5月31日の夜、山田は家族を外出させた上で自宅に鈴木を招き、酒席でもてなした隙をついて渡邊とともに鈴木をバットで殴打した上で絞殺、いったん鈴木の遺体を物置に隠し、翌1日の夜に再び家族を外出させてから鈴木の遺体を切断、2つのトランクに分けた。さらに従兄の山田庄平（38歳）を呼び出して遺体の投棄を頼んだ。
6月2日に渡邊と庄平は鉄道で山田の故郷に近い長岡市に向かい、船を出させて信濃川に遺体の入ったトランクを石を結びつけた上で投棄した。また、渡邊はまず3日に長岡から山田の異母兄宛に電信を打ち（この際異母兄は事情を知らされておらず、人違いだと思っていた）、さらに5日に青森から鈴木を装って電信を横浜にある鈴木の自宅宛に打つ隠蔽工作を行った。

## 発覚
投棄から4日経った6月6日の午前9時頃、三島郡大河津村（現長岡市）で牛乳配達人が信濃川の岸辺に浮かんだトランクを発見したことで、事件が発覚した。新潟県警察部の捜査でまもなく長岡駅到着以後の足取りが判明、山田の異母兄宛に電信を打った記録から鈴木の関与が疑われ、警視庁に山田の取り押さえを依頼した。
この電報が到着する前の6月8日午前11時頃、山田は渡邊を同道して、同窓であった正力松太郎警視庁監察官を訪ね、犯人として引き渡すことで、身代わり工作を図った。しかし供述内容は、妙に詳細な部分と曖昧な部分が混在しており、警視庁では山田自身の追及を検討し始めていたところに新潟県警察部からの電報が届いたことから、直ちに山田を連行して取り調べに入った。当初は農商務省高等官で監察官であった正力の同窓生という地位を誇って傲然と応対していたが、渡邊の供述内容の矛盾や新潟県警察部の捜査内容から追及されて返答に窮し、ついに自供に至った。

## 裁判・処罰
山田と渡邊は殺人および死体遺棄、庄平は死体遺棄で起訴され、12月2日、山田に死刑、渡邊に懲役15年、庄平に懲役1年6ヶ月の判決が言い渡された。いずれも控訴し、1920年5月28日、山田と渡邊は第一審と同様、庄平は懲役1年執行猶予3年の判決を受けた。山田はさらに上告したが1921年（大正10年）3月10日に棄却され、同年4月2日、死刑が執行された。これにより山田は従七位を失位した。

## 事件の影響
殺害犯側は「米価をつりあげた悪人を、義憤にかられて殺した」と証言したため、被害者の鈴木は死後に世間から「悪人」として認知されるようになった。代々の地主でもあり富豪であった鈴木の家はその後長らく世間から責められることとなった。
随筆家の武田百合子は系図上は鈴木の孫娘にあたるが、鈴木の娘の婿養子が、妻の死後に再婚してもうけた娘であるため、鈴木との血縁関係はない。
死刑執行後、山田憲の脳は東京帝国大学医学部に保管され、一般公開されたこともあった。
山田憲の妻・つぎは衆議院議員漆間民夫の次女。